# تینا لیفورد
تینا لیفورد (به انگلیسی: Tina Lifford) (زاده ۱ می ۱۹۵۴) بازیگر آمریکایی است.
از کارهای معروف او می‌توان به بازی در فیلم‌های بگیر و رها کن، وحشت و جو یه کسی اشاره کرد.